# Engyprosopon xystrias
Engyprosopon xystrias är en fiskart som beskrevs av Hubbs, 1915. Engyprosopon xystrias ingår i släktet Engyprosopon och familjen tungevarsfiskar. Inga underarter finns listade i Catalogue of Life.